# Halowe Mistrzostwa Europy w Lekkoatletyce 1987 – skok wzwyż kobiet
Skok wzwyż kobiet – jedna z konkurencji technicznych rozgrywanych podczas halowych lekkoatletycznych mistrzostw Europy w hali Stade couvert régional w Liévin. Rozegrano od razu finał 22 lutego 1987. Zwyciężyła reprezentantka Bułgarii Stefka Kostadinowa, która była już mistrzynią w 1985. Tytułu zdobytego na poprzednich mistrzostwach nie broniła Andrea Bienias z Niemieckiej Republiki Demokratycznej.

## Rezultaty

### Finał
Wystartowało 17 skoczkiń.
Opracowano na podstawie materiału źródłowego.
| Miejsce | Zawodniczka         | Wynik |
| ------- | ------------------- | ----- |
| 1       | Stefka Kostadinowa  | 1,97  |
| 2       | Tamara Bykowa       | 1,94  |
| 3       | Susanne Beyer       | 1,91  |
| 3       | Elżbieta Trylińska  | 1,91  |
| 5       | Heike Redetzky      | 1,91  |
| 6       | Janet Boyle         | 1,91  |
| 7       | Danuta Bułkowska    | 1,88  |
| 7       | Emilija Dragiewa    | 1,88  |
| 7       | Katalin Sterk       | 1,88  |
| 10      | Jana Brenkusová     | 1,88  |
| 11      | Hanne Haugland      | 1,88  |
| 12      | Swetłana Isaewa     | 1,85  |
| 12      | Ringa Ropo          | 1,85  |
| 14      | Diana Davies        | 1,85  |
| 14      | Christine Soetewey  | 1,85  |
| 16      | Sigrid Kirchmann    | 1,85  |
| 17      | Christina Nordström | 1,80  |